# Festival d'Altamont
« Altamont » redirige ici. Pour les autres significations, voir Altamont (homonymie).
Le festival d'Altamont est une manifestation musicale organisée par les Rolling Stones qui s'est déroulée aux États-Unis le 6 décembre 1969 sur le circuit automobile d'Altamont en Californie du nord.
L'événement, qui se veut une réponse de la côte Ouest au festival de Woodstock organisé quatre mois auparavant, est marqué par la mort de Meredith Hunter, un spectateur poignardé à quelques mètres de la scène pendant la prestation des Stones. L'événement est filmé et incorporé dans le film documentaire Gimme Shelter sorti en 1970.
En raison de nombreux actes de violence qui ont éclaté tout au long de l'événement  et du nombre de personnes qui y ont trouvé la mort (quatre au total), le festival d'Altamont est généralement considéré comme le symbole de la fin du mouvement hippie et d'une époque,,.

## Historique

### Genèse
En novembre 1969, les Rolling Stones effectuent une tournée de dix-huit dates aux États-Unis, leur première depuis trois ans, avec un premier rendez-vous le 7 novembre à Fort Collins dans le Colorado. Les Stones, qui viennent de se séparer de leur manager Allen Klein peu scrupuleux, sont fauchés ; ils viennent chercher l'argent et la gloire en Amérique, même si Mick Jagger dit : 

« nous ne faisons pas ça pour l'argent. Tout ce que nous voulions, c'était nous produire aux États-Unis et nous éclater. Nous ne sommes pas vraiment intéressés par les aspects économiques. Soit on est chanteur, soit on est économiste. Nous sommes désolés si des gens ne peuvent s'offrir des places. Nous ignorons si cette tournée est plus chère que les autres. Ce sera à vous de nous le dire. »

 Pourtant, cette tournée ne se déroule pas sans critique, en particulier sur le prix des billets jugé trop élevé,. Afin de contrer ces accusations relayées par la presse, le groupe décide, se sentant obligé, d'organiser un festival. Il sera gratuit et filmé par les frères Maysles qui réalisent un documentaire sur la tournée. En parallèle, l'absence du groupe au festival de Woodstock quelques mois auparavant a l'image d'un ratage.
Le même mois, le Grateful Dead monte rapidement un projet de « Woodstock californien » pour le 6 décembre au Golden Gate Park de San Francisco, mais la municipalité leur en refuse l'accès. Les Stones reprennent pour eux l'organisation de ce festival mal ficelé par Grateful Dead et engagent un avocat, Melvin Belli, afin de trouver un nouveau lieu. Ils jettent d'abord leur dévolu sur le circuit automobile de Sears Point, situé dans le comté de Sonoma et dont l'emplacement a la configuration idéale d'un amphithéâtre. Son propriétaire Craig Murray le propose gratuitement, à condition que tous les permis nécessaires soient obtenus, une assurance prise, toutes les dépenses liées à la préparation du site couvertes, et que tous les profits des éventuels films et enregistrements soient versés à un fonds d'aide aux orphelins du Vietnam. Chip Monck, chef de production des Stones, qui avait érigé les scènes de Monterey et de Woodstock est envoyé sur place avec ses équipes pour y effectuer les travaux de transformation. « Quand nous arrivons à Sears Point, nous constatons que nous allons être au sommet de la colline. Et je me dis : "Mince, ça va pas être simple de tout installer là-haut, mais c'est une idée géniale." C'est encore plus facile pour nous, moins risqué. Ça ne sera pas aussi intime, mais ce sera nettement plus sûr. Nous prenons notre temps » précise Chip Monck.
Mais, alors que des milliers de spectateurs prennent le chemin de Sears Point, un nouveau problème surgit. Les propriétaires du site exigent l'exclusivité des droits de distribution sur tout film tourné durant l'événement et un million de dollars pour couvrir le coût éventuel des dégâts. Contacté par Ronnie Schindler, Mick Jagger refuse de céder. Il en résulte que peu de temps avant le début du festival, ils doivent renoncer à Sears Point. Melvin Belli appelle alors Dick Carter, propriétaire de la piste de stock-car d'Altamont situé entre les villes de Tracy et Livermore. Carter, qui vient d'acheter le site, suit un cours de marketing à Stanfort pour trouver un moyen de promouvoir sa nouvelle affaire, lorsqu'il apprend que les Rolling Stones cherchent un terrain. Il leur propose gratuitement les trente-deux hectares de son terrain à des conditions plus modérées : les organisateurs s'engagent à verser cinq mille dollars pour des frais de nettoyage ultérieurs et une assurance d'un million de dollars contre les risques de dommages causés à son site. Le contrat est finalement conclu dans la nuit du jeudi 4 décembre, moins de deux jours avant le festival. En pleine nuit, l'équipe technique, composée de 300 personnes, démonte la scène déjà édifiée à Sears Point et la déplace vers Altamont. Pendant ce temps, les stations de radio annoncent le changement d'emplacement aux festivaliers, tandis que le magazine Rolling Stone annonce : « Ça marche ! Ce sera un mini-Woodstock et, plus excitant encore, ce sera un Woodstock à l'arrache… ». Santana, Flying Burrito Brothers, Jefferson Airplane, Grateful Dead, et Crosby, Stills, Nash and Young se portent volontaires pour figurer à l'affiche avec les Rolling Stones pour clore la soirée.
Ces différents contretemps poseront des problèmes logistiques aux organisateurs : manque de sanitaires, de tentes pour les antennes médicales. De plus, la scène se situe en bas d'une pente, à seulement un mètre de hauteur, ce qui fait que les musiciens sont plus facilement exposés à la foule. Afin d'assurer la sécurité, Sam Cutler, le manager des Rolling Stones fait appel aux Hells Angels d'Oakland sur recommandation du Grateful Dead. Ils seront rétribués 500 $ en bières.

### Début de l’événement
Le vendredi 5 décembre, dans l'après-midi, plus de cent mille spectateurs envahissent le circuit d'Altamont, tandis que des dizaines de milliers d'autres continuent d'affluer, chargés de tentes et de sacs de couchage. L'organisation des parkings annonce ce qui allait suivre : l'endroit le plus proche où se garer est un tronçon d'autoroute non achevée situé à douze kilomètres du site. À l'exception des artistes et de leurs invités qui se déplacent en hélicoptère, tout le monde doit emprunter des chemins d'accès mal entretenus, par les collines ou longer dangereusement une voie ferrée.

Les Rolling Stones arrivent sur le site aux toutes premières heures du samedi matin pour y effectuer un premier repérage de la scène. Se faufilant au milieu des milliers de personnes campant sur place, Mick Jagger discute avec quelques membres du public. À ce moment-là, l'ambiance est excellente, à tel point que Keith Richards décide de rester sur place, passant le reste de la nuit à bavarder et à fumer avant de s'endormir dans l'herbe : 

« après avoir inspecté les lieux, Stanley Booth et Mick sont rentrés à l'hôtel, mais moi, je suis resté. C'était intéressant, je ne voulais pas retourner au Sheraton pour ne revenir que le lendemain. J'étais là pour tout le festival, je me disais. J'avais quelques heures pour capter ce qui se passait, et c'était fascinant. On sentait que tout pouvait arriver. La Californie étant ce qu'elle est, la journée avait été belle, mais il s'est mis à cailler vraiment dès que le soleil s'est couché. »

### Détérioration de la situation
Le samedi après-midi, Santana assure le début des festivités. À partir de cet instant, les esprits s'échauffent sous l'effet de l'alcool, des drogues absorbées, tant par le service d'ordre que par les spectateurs. L'ambiance se détériore, agressive, les bad trips pullulent. De nombreux heurts éclatent entre les Hells Angels armés de queues de billards et de chaînes de moto et certains spectateurs, surtout noirs, ainsi qu'entre spectateurs eux-mêmes. Les Hells sont défoncés aux mélanges d'amphétamines, LSD, sécobarbital et vin rouge. 

« Il y avait de mauvaises vibrations. Les bagarres ont commencé parce que les Hells Angels poussaient les gens. Il n'y avait pourtant aucune provocation, ce sont les Hells qui ont déclenché la violence. De la scène, j'ai pu voir un mec avec un couteau qui voulait buter quelqu'un. »

— Carlos Santana

Lorsque les Jefferson Airplane montent sur scène, ils rencontrent également des problèmes. Alors que le groupe termine The Other Side of This Life, le chanteur Marty Balin veut porter secours à un jeune afro-américain se faisant tabasser par les Hells Angels : il lance son tambourin et écope d'un coup de queue de billard sur le crâne, qui lui fait perdre connaissance. Le groupe décide alors d'arrêter de jouer. 

« Altamont était un très mauvais présage. Le ciel était triste et gris ce jour-là. Le site dégageait des ondes très négatives. Ce n'était qu'un circuit, pas une prairie verdoyante. La foule était majoritairement sous acide et les Hells étaient encore plus défoncés. Ce drame a marqué un tournant. »

— Grace Slick

Les Flying Burrito Brothers parviennent à jouer dans une meilleure ambiance. Très vite après leur prestation, la panique se répand parmi les autres groupes prévus au programme. Le Grateful Dead, qui a contribué à l'organisation de l'événement, refuse de monter sur scène sentant que la situation est en train de dégénérer : Bert Kanegson, un pacifiste proche du groupe, est blessé et écopera de soixante points de suture. Quant à Crosby, Stills, Nash and Young, ils expédient leur set avant de quitter au plus vite les lieux en hélicoptère face au chaos. 

« David et moi avions insisté pour y aller. Mais à la minute où nous sommes arrivés sur place, on a flairé le danger. Sur scène, le moindre mouvement nous faisait tressaillir. Les sensations étaient horribles. À la fin du set, j'ai pris mes deux guitares, David a attrapé les siennes, on a chopé Susan, la femme de Neil Young et on s'est barré. Les autres voulaient encore traîner un peu, mais ils ont fini par nous suivre. En dix secondes, on avait dégagé le plancher. La tension de cette journée n'est pas retombée. À cause de moi. J'en avais des vertiges. C'était quelque chose qu'il valait mieux oublier. »

— Stephen Stills

« C'était totalement surréaliste. Quand le moment est venu de jouer, on a été nuls. C'est l'un des concerts les plus déprimants dont je puisse me souvenir. Un monstrueux trip d'ego carburant à la coke. La musique était littéralement étouffée. J'ai eu une sensation d'écœurement pendant ce show, que je n'ai jamais oubliée et que je n'ai plus ressentie depuis, heureusement. J'ai senti la musique mourir cette nuit-là. »

— Neil Young

« On eut un mauvais feeling dès notre arrivée. Des haut-parleurs crachaient de la musique électronique et c'était fort, désagréable, très énervant. Dès le départ, on était irrités et distraits. Plus de deux cent mille spectateurs étaient agglutinés, défoncés pour la plupart aux amphétamines et au LSD. Les Hells Angels étaient bourrés et turbulents. L'ambiance était détestable. Woodstock avait été notre festival, Altamont était celui de Mick, et ça nous allait parfaitement. Les Stones jouaient en têtes d'affiche, et on serait déjà repartis depuis longtemps lorsque viendrait leur tour. Notre set se déroula sans accroc, mais Stephen paniqua dès l'instant où on monta sur scène. Ayant pris la température du public, il sentit le danger. Par la suite, il expliqua qu'il avait eu peur qu'un cinglé essaie de tirer sur Mick, ce qui l'avait distrait depuis le début. Dès l'instant où on eut terminé, on attrapa nos guitares et on fila dans l'hélico au pas de course. On était repartis avant même que les applaudissements ne se soient éteints. »

— Graham Nash

### Mort de Meredith Hunter
Lorsque les Rolling Stones arrivent en hélicoptère sur le site à 14 h 45, ils doivent parcourir à pied les cinquante mètres qui les séparent de la scène en traversant la foule. Charlie Watts précise : « on est arrivé sur le site en hélicoptère et on a vu cette marée humaine déjantée, des mômes défoncés, des filles à moitié nues. » C'est alors que Mick Jagger est frappé au visage par un jeune hippie complètement drogué. Il décide d'ignorer l'incident.
Le projet initial de Mick Jagger est de monter sur scène au moment où le soleil se couche, mais le programme prend beaucoup de retard, à cause des Hells Angels qui envahissent la scène en si grand nombre qu'il ne reste plus le moindre espace disponible pour les musiciens. Finalement, Sam Culter annonce que les Rolling Stones ne joueront pas avant que tout le monde n'ait évacué la scène. Lorsque le groupe monte sur scène, l'ambiance est électrique. Mick Jagger lance des appels au calme, mais une première bagarre éclate lorsque le groupe joue son troisième morceau Sympathy for the Devil, qui est interrompu pendant de longues minutes : « il se passe toujours quelque chose de très bizarre quand on commence celle-là » dit Jagger. Un quart d'heure plus tard, alors que le groupe est en train de jouer Under My Thumb, une autre bagarre éclate. Un spectateur noir un peu dandy, âgé de 18 ans, Meredith Hunter, est poignardé une première fois dans le cou avec un couteau de chasse, sous les yeux de sa petite amie Patty Bredehoft, par un des membres du service d'ordre nommé Alan Passaro,, entraînant une montée de violence et un véritable chaos à quelques mètres de la scène où jouent les Rolling Stones. Meredith est amené au sol, battu par des Hells Angels puis encore poignardé.
Selon le service d'ordre, le jeune homme brandissait une arme à feu, ce qui est attesté par les images du concert filmées par les frères Maysles où il est possible de voir un revolver de type .22 Long Rifle à canon long dans la main gauche de Meredith. Néanmoins, cette arme ne fut jamais retrouvée. Selon sa petite amie, Meredith aurait été repoussé puis frappé une première fois par le service d'ordre et sous l'effet combiné de la colère et des amphétamines, serait retourné vers la scène. L'autopsie du corps de Meredith confirme le fait qu'il était sous l'effet de la méthamphétamine, et qu'il a reçu cinq coups de couteau. Inconscients du drame qui vient de se jouer, les Rolling Stones poursuivent le concert et jouent encore huit morceaux.

## Conséquences
Au lendemain du festival, le bilan est lourd. Outre Meredith Hunter, trois autres personnes ont trouvé la mort. Deux jeunes hommes ont été écrasés dans leur sac de couchage par un conducteur sous acide, et une  personne s'est noyée dans un canal d'irrigation. Il y eut par ailleurs de nombreuses voitures volées, de nombreux « bad trips » dus à l'acide, et de nombreux blessés. Enfin, il y eut également quatre naissances.
Le lendemain de l'événement, le San Francisco Chronicle rapporte que le festival d'Altamont avait été un grand succès, à peine gâché par des décès. Dick Carter se dit enchanté de sa première incursion dans le monde de la pop et projette déjà un festival plus important encore, avec, espère-t-il, les Beatles en tête d'affiche. La presse britannique, quant à elle, reprend l'idée que, sous l'influence des Stones, le festival a été une fantastique expérience collective où la mort avait été compensée par des naissances dans un équilibre cosmique. Keith Richards déclare à un journaliste d'UPI qu'Altamont avait été « bien organisé dans l'ensemble, mais les gens étaient fatigués et il y avait eu quelques bagarres ».

Pourtant, la vérité commence à poindre le dimanche soir à la suite d'une enquête menée par la station de radio rock de San Francisco KSAN. De nombreux auditeurs confirment les mauvaises conditions du concert et les violences gratuites dont ils ont été témoins. Le Hells Angel Sonny Barger prend également la parole et se plaint du fait que les Hells avaient été victimes de la suffisance et de l'indécision des artistes. Selon Barger, la bagarre avait commencé quand les motos de plusieurs Hells au pied de la scène avaient été délibérément renversées et même incendiées. 

« J'y suis pas allé pour faire la police. J'suis pas flic. Je ne prétendrai jamais être flic. Ce Mick Jagger, il met tout sur le dos des Angels. Il nous prend pour des nazes. En ce qui me concerne, on s'est vraiment fait entuber par cet abruti. On m'a dit que si je m'asseyais sur le bord de la scène, pour bloquer les gens, je pourrais boire de la bière jusqu'à la fin du concert. C'est pour ça que j'y suis allé. Et tu sais quoi ? Quand ils ont commencé à toucher nos motos, tout a dérapé. Je sais pas si vous pensez qu'on les paie 50 $ ou qu'on les vole, ou que ça coûte cher ou quoi. Personne ne touche à ma moto. Juste parce qu'il y a une foule de 300 000 personnes ils pensent pouvoir s'en sortir. Mais quand je vois quelque chose qui est toute ma vie, avec tout ce que j'y ai investi, la chose que j'aime le plus au monde, et qu'un type lui donne des coups de pied, on va le choper. Et tu sais quoi ? On les a eus. Je ne suis pas un pacifiste minable, en aucun cas. Et c'est peut-être des hippies à fleurs et tout ça. Certains étaient bourrés de drogue, et c'est dommage qu'on ne l'ait pas été, ils descendaient la colline en courant et en hurlant et en sautant sur les gens. Et pas toujours sur des Angels, mais quand ils ont sauté sur un Angel, ils se sont fait mal. »

— Sonny Barger
À la suite de ce drame, les festivals de rock sont interdits sur le site d'Altamont. Le 8 janvier 1970, Alan Passaro est arrêté, puis jugé pour meurtre en 1971. Au vu des images montrant l'événement, il est finalement acquitté car considéré en état de légitime défense, après douze heures de délibérations. En raison de rumeurs persistantes selon lesquelles le coup fatal aurait été porté par une autre personne, la police a, cependant, considéré le dossier comme toujours ouvert de nombreuses années après le procès. L'affaire a été définitivement classée en 2005.

Altamont, du fait de la violence qui l'a entaché, est souvent cité comme le coup d'arrêt qui annonce la fin du mouvement hippie et de la culture optimiste des années 1960, ce que confirme Charlie Watts : « C'était une sorte de Woodstock, le genre de truc qui marchait à l'époque, mais cette mode allait sur sa fin. Si Woodstock a lancé la mode, elle a pris fin ce jour-là. » Pour les Rolling Stones, la pilule est amère et longue à avaler. Ils attendront trois ans avant de revenir jouer aux États-Unis. D'après Mick Jagger : 

« Ça a été horrible, vraiment horrible. Tu te sens responsable. Comment cela a-t-il pu déraper de la sorte ? Mais je n'ai pas pensé à tous ces trucs auxquels les journalistes ont pensé : la grande perte de l'innocence, la fin d'une ère… C'était davantage le côté effroyable de la situation, le fait horrible que quelqu'un soit tué pendant un concert, combien c'était triste pour sa famille, mais aussi le comportement flippant des Hells Angels. »

Avec le recul, Mick Jagger modère le principe de finalité par ce festival : 

« il n'y a que les journalistes de mode pour prétendre ce genre de choses. Peut-être que c'était la fin de leur époque à eux, la fin de leur "naïveté". J'eus cru qu'elle aurait cessé bien avant Altamont… »

## Programmation
- Santana
  - Savor
  - Jingo
  - Evil Ways
  - Conquistador Rides Again
  - Persuasion
  - Soul Sacrifice
  - Gumbo
- Jefferson Airplane
  - We Can Be Together
  - Somebody to Love
  - The Other Side of This Life
  - 3/5 Mile in 10 Seconds
  - Greasy Heart
  - White Rabbit
  - Come Back Baby
  - The Ballad of You and Me and Pooneil
- Flying Burrito Brothers
  - Six Days on the Road
  - High Fashion Queen
  - Cody, Cody
  - Lazy Days
  - Sweet Mental Revenge
- Crosby, Stills, Nash and Young
  - Black Queen
  - Pre-Road Downs
  - Long Time Gone
  - Down by the River
- The Rolling Stones : 
  - Jumpin' Jack Flash
  - Carol
  - Sympathy for the Devil
  - The Sun Is Shining
  - Stray Cat Blues
  - Love in Vain
  - Under My Thumb (arrêté et abandonné lorsque Meredith Hunter est tué par un Hell's Angels, puis rejoué dans son intégralité sans interruption pendant le reste du concert)
  - Brown Sugar (première interprétation de ce morceau en concert)
  - Midnight Rambler
  - Live with Me (une femme nue, aperçue dans le film, tente de monter sur scène lors de cette chanson)
  - Gimme Shelter
  - Little Queenie
  - (I Can't Get No) Satisfaction
  - Honky Tonk Women
  - Street Fighting Man